# Morti nel 1533
| Questa pagina contiene informazioni ricavate automaticamente dalle voci biografiche con l'ausilio del template Bio e di un bot. L'aggiornamento è periodico e automatico e ricostruisce completamente la pagina. Se manca una persona in questa lista, sei pregato di non aggiungerla, ma accertati piuttosto che la sua voce biografica contenga il template Bio e che i dati anagrafici siano correttamente compilati. Se il template Bio manca, inseriscilo tu stesso o, in alternativa, metti l'avviso {{tmp\|Bio}} che ne segnala la mancanza. Se i dati riportati sono sbagliati, correggi direttamente la voce biografica; le modifiche saranno visibili in questa lista entro pochi giorni. Per chiarimenti vedi il progetto biografie. La lista contiene solo le 53 persone che sono citate nell'enciclopedia e per le quali è stato implementato correttamente il template Bio. Pagina aggiornata al 31 ago 2024. |

## Gennaio(3)
- 2 gennaio - Girolamo Bencucci, vescovo cattolico e politico italiano (n. 1481)
- 31 gennaio - Ludovica Albertoni, religiosa e mistica italiana
- 31 gennaio - Jakob Köbel, matematico e funzionario tedesco (n. 1462)

## Febbraio(2)
- 8 febbraio - Juan de Ampíes, ufficiale spagnolo
- 11 febbraio - Angelo Gabriel, nobile, politico e umanista italiano (n. 1470)

## Aprile(2)
- 10 aprile - Federico I di Danimarca, re (n. 1471)
- 30 aprile - Giovanni Giorgio del Monferrato, marchese (n. 1488)

## Maggio(2)
- 22 maggio - Isabella del Balzo, regina (n. 1465)
- 31 maggio - Ambrosius Ehinger,  tedesco

## Giugno(1)
- 25 giugno - Maria Tudor, principessa inglese (n. 1496)

## Luglio(2)
- 6 luglio - Ludovico Ariosto, poeta, commediografo e funzionario italiano (n. 1474)
- 26 luglio - Atahualpa, imperatore inca (n. 1497)

## Settembre(6)
- 6 settembre - Jacopo Salviati, politico italiano (n. 1461)
- 17 settembre - Filippo I di Baden, nobile tedesco (n. 1479)
- 20 settembre - Nicolas Champion, compositore fiammingo
- 20 settembre - Antonio Maria Ciocchi del Monte, cardinale italiano (n. 1461)
- 21 settembre - Pietro de Gregorio, giurista italiano (n. 1480)
- 24 settembre - Jean d'Orléans-Longueville, cardinale e arcivescovo cattolico francese (n. 1484)

## Ottobre(3)
- 15 ottobre - Giovanni Francesco II Pico della Mirandola, nobile, filosofo e letterato italiano (n. 1469)
- 15 ottobre - Bonaventura Pistofilo, umanista italiano
- 16 ottobre - Alberto Pico della Mirandola, nobile e militare italiano (n. 1507)

## Novembre(4)
- 11 novembre - Pieter Gillis, giurista e umanista fiammingo (n. 1486)
- 13 novembre - Chalcochima, condottiero inca
- 17 novembre - Sisto Locatelli, religioso italiano (n. 1463)
- 25 novembre - Filippo di Savoia-Nemours, duca (n. 1490)

## Dicembre(2)
- 3 dicembre - Basilio III di Russia, principe russo (n. 1479)
- 10 dicembre - Oberto Cattaneo Lazzari, doge (n. 1473)

## Senza giorno specificato(26)
- Borommaracha IV, sovrano siamese (n. 1502)
- Duarte Pacheco Pereira, militare, esploratore e cartografo portoghese (n. 1460)
- Huáscar, imperatore inca
- Illescas, principe inca
- Luca da Leida, pittore e incisore olandese (n. 1494)
- Tupac Huallpa, imperatore inca
- Vincenzo Archifel, orafo italiano (n. 1461)
- Pietro Barilotto, scultore italiano (n. 1481)
- John Bourchier, politico britannico (n. 1467)
- Caitanya, mistico indiano (n. 1486)
- Jacob Cornelisz van Oostsanen, pittore olandese
- Antonio De Fantis, teologo italiano
- Johann Eberlin von Günzburg, teologo tedesco (n. 1470)
- Lucio Marineo Siculo, umanista, storico e poeta italiano (n. 1444)
- Claude Nourry, tipografo francese
- Girolamo Casio, avventuriero italiano (n. 1464)
- Enea Pio di Carpi, nobile e politico italiano
- Barbara Ragnoni, pittrice italiana (n. 1448)
- Diego Ribero, cartografo e esploratore spagnolo
- Johannes Ruysch, astronomo, cartografo e esploratore olandese
- Satomi Sanetaka, militare giapponese (n. 1483)
- Veit Stoss, scultore, pittore e incisore tedesco (n. 1447)
- Barbara Torelli, nobile italiana
- Hans Wertinger, pittore e disegnatore tedesco
- Fortún Ximénez, navigatore spagnolo
- Merk Sittich I von Ems zu Hohenems, condottiero e mercenario austriaco (n. 1466)